# Маракана (албум)
Маракана је назив другог студијског албума Раде Манојловић, који је објављен 28. новембра 2011. године за Гранд продукцију.